# Mount Yarbrough
Mount Yarbrough ist ein gebirgskammähnlicher und 865 m hoher Berg im westantarktischen Queen Elizabeth Land. In der nördlichen Patuxent Range der Pensacola Mountains ragt er 3 km südwestlich des Nance Ridge in den Thomas Hills auf.
Der United States Geological Survey kartierte ihn anhand eigener Vermessungen und Luftaufnahmen der United States Navy aus den Jahren von 1956 bis 1966. Das Advisory Committee on Antarctic Names benannte ihn 1968 nach Leonard S. Yarbrough, Wirtschaftsingenieur auf der Plateau-Station von 1965 bis 1966.